# 古城公园

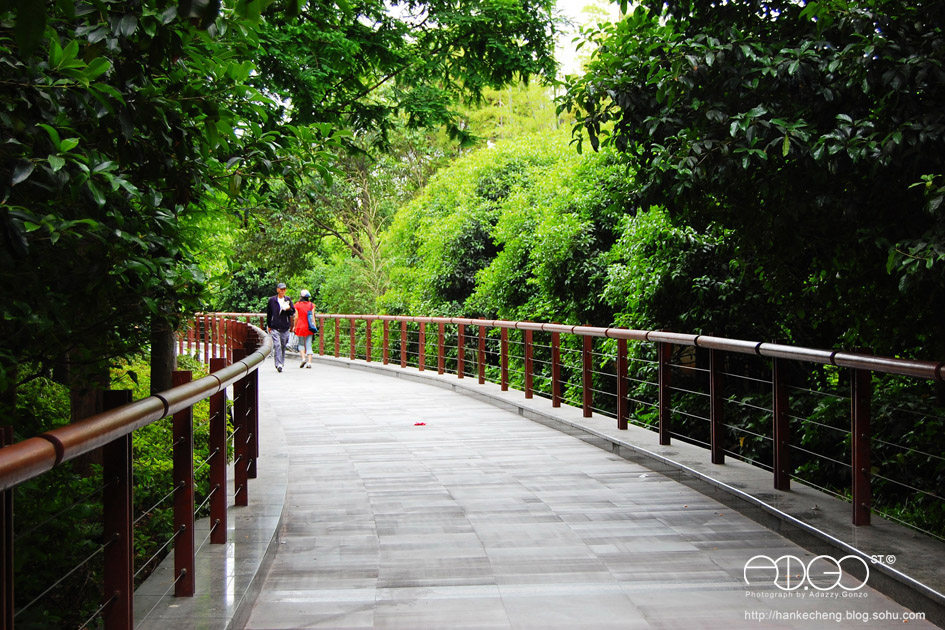

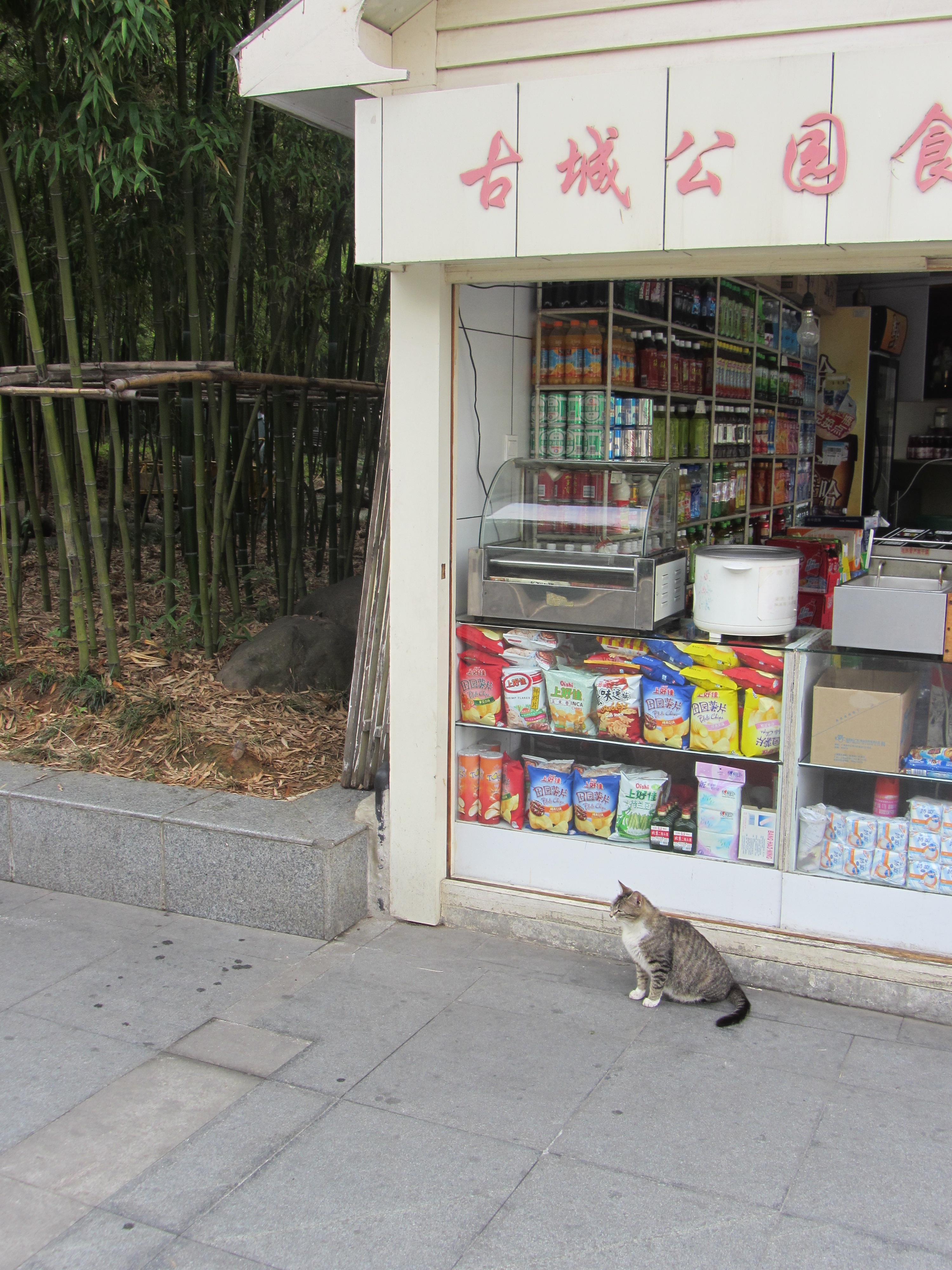

古城公园是位于上海市黄浦区的一处公园，处于上海老城厢（原南市区）的东北角，毗邻豫园和城隍庙。

## 概况
古城公园是配合老城厢豫园地区开发而建的大型公共绿地，也是老城厢地区第一块大型绿地。公园由同济大学建筑与城市规划学院设计，于2001年10月开展前期工作，2002年2月10日开工，同年5月31日建成竣工，总投资近十亿元。
古城公园由大致为东西向排列的A、B、C三块独立的绿地组成。其中A块是其主要部分，位于安仁街东，福佑路北，人民路以西，以南，占地面积3.5公顷,包括一处保留建筑。B块位于丽水路西，人民路南，河南南路东，福佑路小商品市场以北，占地面积1.7公顷。C块位于河南南路西，人民路南，旧仓街东，福佑路北，占地面积0.8公顷。

## 交通
- 公交:11、66、736、926、929
- 地铁 █ 10号线 █ 14号线：豫园站

## 周边
- 豫园
- 城隍庙
- 豫园商城